# Hypolycaena latostrigatus
Hypolycaena latostrigatus är en fjärilsart som beskrevs av Van Eecke 1915. Hypolycaena latostrigatus ingår i släktet Hypolycaena och familjen juvelvingar. Inga underarter finns listade i Catalogue of Life.